# Renzo López
Renzo López Patrón, noto semplicemente come Renzo López (Montevideo, 16 aprile 1994), è un calciatore uruguaiano, attaccante dell'Al-Fayha.

## Caratteristiche tecniche
È un centravanti.